# Thinoseius spinosus
Thinoseius spinosus is een mijtensoort uit de familie van de Eviphididae. De wetenschappelijke naam van de soort is voor het eerst geldig gepubliceerd in 1939 door Willmann.